# GEODSS
Il sistema americano GEODSS (Ground-based Electro-Optical Deep Space Surveillance) è letteralmente un sistema di sorveglianza spaziale optoelettronico-terrestre che permette di monitorare oggetti piccoli fino a come una pallina da tennis a più di 30.000 km nello spazio, quindi svolge un ruolo fondamentale nel monitoraggio degli oggetti orbitanti nello spazio profondo. Infatti oltre 1.200 oggetti, compresi i satelliti geostazionari per le telecomunicazioni, sono nello spazio a più di 4000 km dalla Terra.

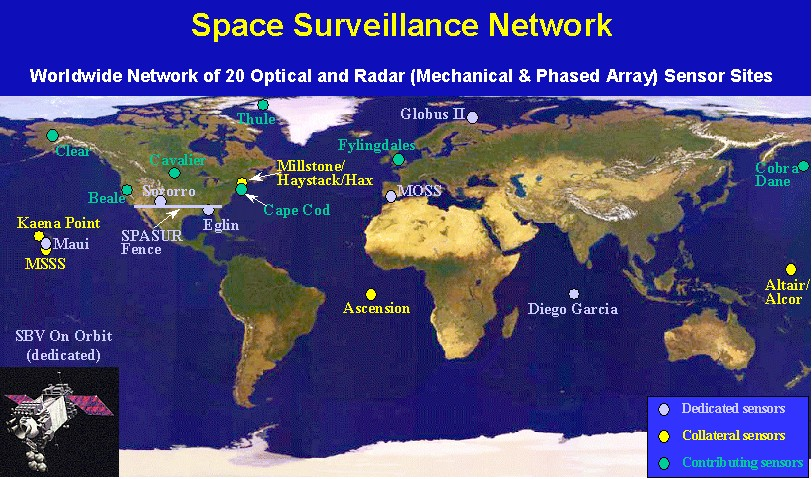
La rete di sorveglianza spaziale SSN.

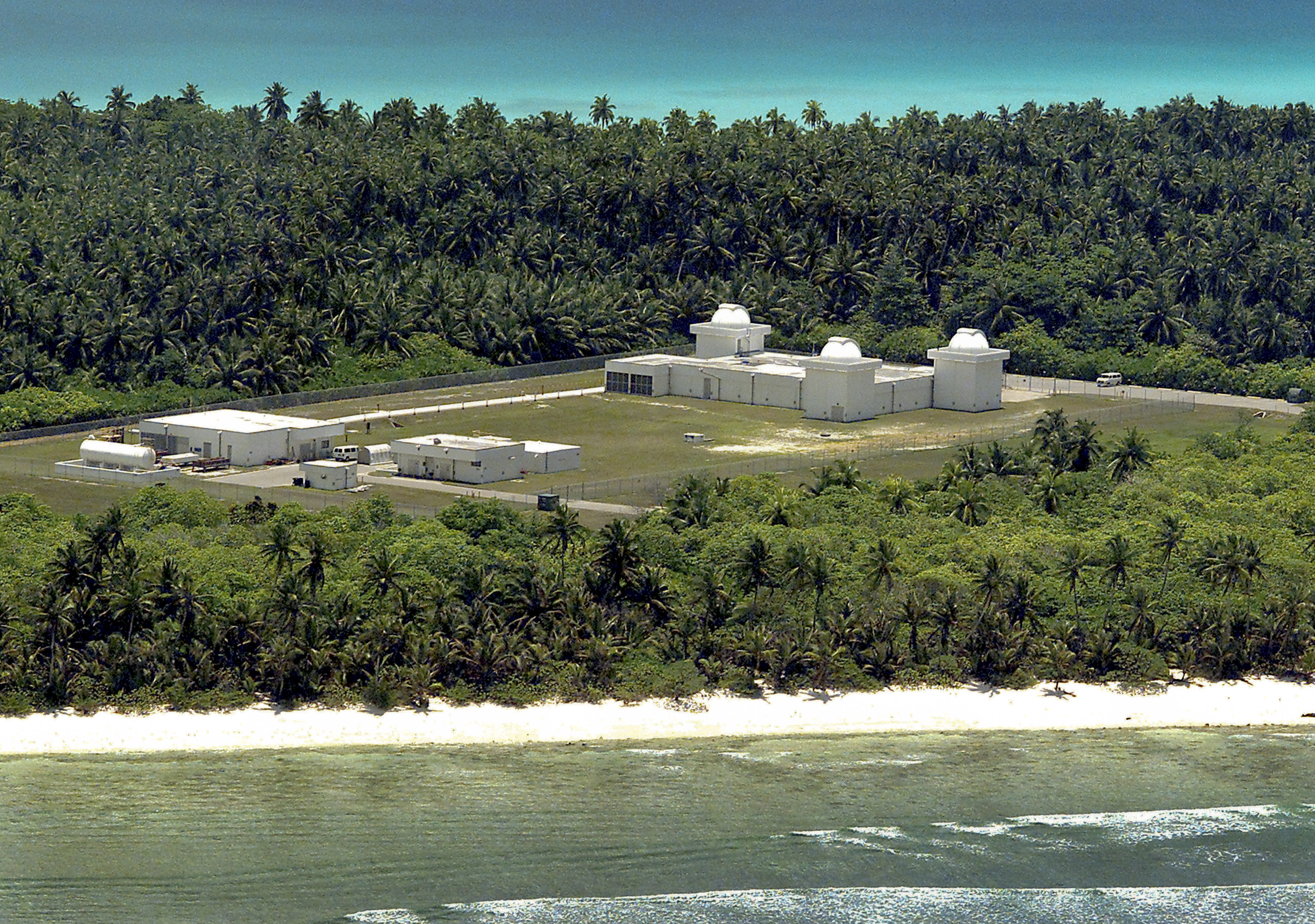
La base di Diego Garcia.

Ci sono tre siti operativi del GEODSS controllati dallo Space Delta 2, situati a:
- Socorro, nel Nuovo Messico 33.816944°N 106.659722°W
- Maui, Hawaii 20.708611°N 156.257778°W
- Diego Garcia, Territori britannici d'oltremare 7.41173°S 72.45222°E.

Un altro telescopio orientabile che integra il sistema GEODSS è situato alla base aerea di Morón 37.17°N 5.609°W.
Il sistema GEODSS è l'evoluzione del sistema fotocamera Baker-Nunn, che fu sviluppato a metà degli anni '50 come primo sistema di sorveglianza. Il concetto del GEODSS è stato sviluppato dal Massachusetts Institute of Technology Lincoln Laboratories in un sito sperimentale situato a Socorro, nel New Mexico.
Per attuare la sua efficacia il GEODSS sfrutta tre collaudate tecnologie: un telescopio, una fotocamera ad alta sensibilità e il computer. Ogni sito ha tre telescopi, due principali e uno secondario, con l'eccezione di Diego Garcia, che ha tre telescopi principali. I telescopi principali hanno un diametro di circa 101 cm e un campo visuale di due gradi. Il sistema però funziona solo di notte, quando i telescopi sono in grado di rilevare oggetti 10.000 volte più deboli di quello che l'occhio umano è in grado di rilevare. Poiché si tratta di un sistema ottico, le condizioni meteorologiche locali influiscono sulla sua efficacia.
I telescopi si muovono sulla volta celeste alla stessa velocità a cui sembrano muoversi le stelle, ciò mantiene le stelle su posizioni fisse nella porzione di cielo osservata. Quando i telescopi rallentano le fotocamere del GEODSS scattano istantanee in rapida successione della visuale tenuta al momento; quattro computer poi sovrappongono le immagini ottenute e gli oggetti rilevati in posizioni fisse, le stelle, vengono cancellati mentre gli oggetti spaziali, naturali o artificiali, che lasciano una traccia tipo scia vengono analizzati per capire tipologia e posizione, come i satelliti in orbita dai 4.000 ai 36.000 km.
L'informazione così ottenuta sul nuovo oggetto viene immediatamente inviata a Cheyenne Mountain, il comando del NORAD, per aggiornare l'elenco degli oggetti orbitanti intorno alla Terra. È facilmente intuibile che il GEODSS svolga un ruolo determinante anche nella sorveglianza dei satelliti spia avversari.